# جادوگران (مجموعه تلویزیونی آمریکایی)
جادوگران (به انگلیسی: The Magicians) یک سریال تخیلی آمریکایی بر اساس رمانی به همین نام نوشتهٔ «لو گروسمن» است که از ۱۶ دسامبر ۲۰۱۵ بر شبکهٔ سای‌فای روی آنتن رفت.

## داستان
کوئنتین کولدواتر، در دانشگاه جادویی بریکبیلز ثبت نام می‌کند تا به عنوان یک جادوگر آموزش داده شود، جایی که او می‌فهمد که فیلوری، جهان جادویی کتاب‌های کودکانه مورد علاقه او واقعی است و تهدیدی برای بشریت است. در همین حال، زندگی دوست دوران کودکی او جولیا زمانی که او از ورود به این دانشگاه جادویی محروم شد، به فساد کشیده شده و او در جستجوی جادو در جاهای دیگر است.

## بازیگران

### اصلی
- جیسون رالف در نقش کوئنتین «کیو» کولدواتر، دانشجوی دانشگاه بریکبیلز - شاه فیلوری
- استلا ماو در نقش جولیا «جولز» ویکر، دوست کوئنتین و یک جادوگر هج
- الیویا تیلور دادلی در نقش آلیس کوئین، دانشجوی دانشگاه بریکبیلز با قدرت طبیعت - ملکه فیلوری
- هیل اپلمن در نقش الیوت واگ، دانشجوی دانشگاه بریکبیلز - شاه اعظم فیلوری
- سامر بیشیل در نقش مارگو هنسون، دانشجوی دانشگاه بریکبیلز - ملکه اعظم فیلوری
- آرجون گوپتا در نقش ویلیام «پنی» آدیودی، دانشجوی دانشگاه بریکبیلز با قدرت ذهن خوانی و تله پورت
- ریک ورثی در نقش هنری فاگ، رئیس دانشگاه بریکبیلز
- جید تیلور در نقش کیدی اورلوف دیاز، یک دانش آموز قانون‌شکن در بریکبیلز که توجه پنی را به داخل و خارج از کلاس جلب می‌کند و پس از فرار از بریکبیلز، به گروهی از جادوگران که توسط ریچارد و دوستان جولیا هدایت می‌شوند، می‌پیوندد.
- بریتنی کرن (فصل ۲) در نقش فن، همسر فیلوریانی الیوت[۳]
- ترور اینهورن در نقش جاش هابرمن، دانشجوی سابق بریکبیلز که بعد از آشنایی با تیم کوئنتین، آشپز سلطنتی دربار فیلوری می‌شود.

### دوره‌ای
- دیوید کال در نقش پیت (فصل ۱)
- مایکل کاسیدی در نقش جیمز (فصل ۱)، دوست پسر جولیا[۴]
- اسمه بیانکو در نقش الایزا (فصل ۱)
- رز لیستون در نقش جین چتوین (فصل ۱)[۵]
- آن دودک در نقش پرل ساندرلند، یک مربی در بریکبیلز و مربی پنی
- کیسی رول در نقش مارینا آندریسکی (فصل ۱ و ۲)
- دومینیک بورجس در نقش امبر، خدای نیمه قوچ، نیمه انسان فیلوری
- چالز مژور در نقش هیولا، یک استاد جادوی قاتل با شش انگشت که سر او معمولاً توسط گروهی از ساس‌ها پنهان شده‌است.
- چارلز شانسی در نقش کریستوفر پلاور، نویسنده برگزیده کتاب‌های فیلوری و قهرمان کودکی کوئنتین.
- مکنزی آستین در نقش ریچارد/رینارد فاکس[۶]
- کیگان کونور تریسی در نقش پروفسور لیسبون، یک معلم و درمانگر در بریکبیلز
- گارسل بووی در نقش پرسفونه (بانوی ما در زیرزمین) الهه ای از رویاهای جولیا
- آرلن اسکارپتا در نقش پرنس اس (فصل ۲)، حاکم لوریا[۷]
- لئونارد رابرتسدر نقش ایدری (فصل ۲)، شاه لوریا
- مگینا توا در نقش زلدا، رئیس کتابداران
- مارلی متلین در نقش هریت، دختر زلدا
- ریضوان مانجی در نقش تیک پیک ویک، مشاور اعظم فیلوری
- جیمی ری نیومن در نقش آیرین مک آلیستایر (فصل ۳)، یکی از اعضای هیئت مدیره بریکبیلز که مدرسه را به‌طور کامل خریداری می‌کند.
- جولین پاردی در نقش شوشانا، مرید باکوس که بعد از مرگ او به جولیا می‌پیوندد.
- مدلین آرتور در نقش فری، یک انسان که پری‌ها آن را به دروغ، دختر فن و الیوت معرفی کردند.
- کمرین منهایم در نقش شیلا، یک جادوگر ساکن مدستو که آلیس با او دوست است و به او کسی جادو می‌آموزد.
- کندیس کین در نقش ملکه پری‌ها
- دینا میر در نقش ملکه سنگ که می‌خواست مارگو با پسرش ازدواج کند.
- فلیشیا دی در نقش، پاپی کلاین، دانشجوی سابق فیلوری و یک اژدهاشناس
- اسپنسر دنیلز در نقش چارلتون، یک دانشجوی سابق بریکبیلز که در ذهن سر الیوت گیر کرده و فقط می‌تواند با الیوت ارتباط برقرار کند.
- شان مگوایر در نقش پادشاه تاریک فیلوری